# Jayne Modean
Jayne Modean (* 15. Oktober 1958 in Hartford, Connecticut) ist ein US-amerikanisches Model und Schauspielerin. Sie spielte in verschiedenen Filmen und etlichen Fernsehshows, einschließlich Cheers, Full House und Fall Guy. Seit 1991 trat sie nicht mehr als Schauspielerin in Erscheinung.
Von 1990 bis 1992 war sie mit dem amerikanischen Stand-up-Comedian Dave Coulier (bekannt als Joey Gladstone aus der Serie Full House) verheiratet. Die beiden haben einen gemeinsamen Sohn.

## Filmografie
- 1983: Im Sauseschritt ins Dünenbett (Spring Break)
- 1983: Ein Colt für alle Fälle (The Fall Guy, Fernsehserie, eine Folge)
- 1983: Trauma Center (Fernsehserie, 13 Folgen)
- 1985: Street Hawk (Fernsehserie, eine Folge)
- 1985: Another World (Fernsehserie, eine Folge)
- 1986: Comedy Factory (Fernsehserie, eine Folge)
- 1987: Agentin mit Herz (Scarecrow and Mrs. King, Fernsehserie, eine Folge)
- 1987: House II – Das Unerwartete (House II: The Second Story)
- 1987: Unter Null (Less Than Zero)
- 1987: Der Werwolf kehrt zurück (Werewolf, Fernsehserie, eine Folge)
- 1987: Cheers (Fernsehserie, eine Folge)
- 1989: Jesse aus dem All (Hard Time on Planet Earth, Fernsehserie, eine Folge)
- 1989: Not Necessarily the News (Fernsehserie, 2 Folgen)
- 1990: Full House (Fernsehserie, eine Folge)
- 1991: Die Mütter-Mannschaft (Backfield in Motion, Fernsehfilm)